# Limietorder
Limietorder, afgekort LMT (Engels: limit order), is een term die gebruikt wordt bij de handel in aandelen en effecten en betekent bij een aankooporder dat de opdrachtgever een bepaalde bovengrens stelt aan de prijs waarvoor gekocht mag worden, en bij een verkooporder dat de opdrachtgever een bepaalde ondergrens stelt aan de prijs waarvoor verkocht mag worden. Er wordt tevens een bepaalde termijn aan de opdracht verbonden. Het vaststellen van een limiet stelt beleggers in staat de prijzen waarvoor ze willen verhandelen en het beleggingsrisico te controleren. Het is een van de manieren die wereldwijd wordt gehanteerd om een order op de beurs te laten uitvoeren. Dit geldt ook voor het handelssysteem op de Nederlandse effectenbeurzen, het NSC.

## Toepassingen
Voor een limietorder bij de opdracht tot koop, mag de order door de beurshandelaar (broker) alleen worden uitgevoerd tegen de aangegeven limietprijs of een lagere prijs, hier is de limiet dus een maximale prijs. Voor een limietorder tot verkoop mag de opdracht alleen wordt uitgevoerd tegen de aangegeven limietprijs of een hogere prijs, hier is de limiet een minimale prijs. In het beursjargon is de opdracht bijvoorbeeld: Buy 100 ASML op 850,10, dagorder. Dat wil zeggen, koop 100 aandelen ASML zodra iemand ze op de aangegeven dag voor Euro 850,10 per stuk wil verkopen.
Door een kooplimietorder te gebruiken, is aan de investeerder gegarandeerd de aangegeven prijs minstens te ontvangen of maximaal te betalen. Het is echter niet verzekerd dat de bestelling kan worden uitgevoerd. Als het activum binnen de gestelde termijn de opgegeven prijs niet bereikt, wordt de order niet ingevuld en kan de belegger niet kopen of verkopen.
De limietorder is een van de meest bekende orders in Nederland en België. Andere soorten orders zijn de bestens order ofwel market order en de stop loss order ofwel stop order. Op een stop loss order kan eveneens een limiet geplaatst worden.